# Predittività
Per predittività, in medicina, si intende la probabilità che un soggetto positivo ad un test di screening sia effettivamente malato. 
È direttamente legata alla prevalenza di una malattia nella popolazione e non è una caratteristica intrinseca del test. Questo significa che se una malattia è molto frequente in una popolazione la predittività dello stesso test (con pari sensibilità e specificità) cresce rispetto ad una popolazione la cui frequenza è inferiore. Per aumentare la predittività, pertanto, sarà bene scegliere accuratamente la popolazione su cui avviare lo screening, per evitare di dover fare i conti con una quota troppo elevata di falsi positivi.

## Calcolo
Il Valore Predittivo Positivo, che esprime numericamente la predittività, si calcola come quota di soggetti veri positivi sul totale dei positivi (veri e falsi positivi).
Supponiamo che un test di screening dia come risultato solamente due opzioni: positivo al test e negativo. Essere positivi al test equivale ad essere ammalato, ma indagini diagnostiche successive possono rivelare l'effettiva malattia o meno. Perciò si otterranno 4 tipologie di osservati: Sani Negativi (veri negativi), Sani Positivi (falsi positivi), Malati Positivi (veri positivi) e Malati Negativi (falsi negativi), rappresentabili così in tabella:
|          | Malati  | Sani    |
| -------- | ------- | ------- |
| Positivi | Veri +  | Falsi + |
| Negativi | Falsi - | Veri -  |

### Esempio
Viene condotto uno screening con un test di sensibilità 86,2% e specificità 96,5% su una popolazione di 86 persone, le quali poi vengono tutte sottoposte ad un'indagine diagnostica e si ottiene la situazione che segue:
|          | Malati | Sani |
| -------- | ------ | ---- |
| Positivi | 25     | 2    |
| Negativi | 4      | 55   |

Calcoliamo il Valore Predittivo Positivo del test di screening:
{\displaystyle VPP={\frac {25}{25+2}}={\frac {25}{27}}=0,926=92,6\%}
Ossia la probabilità che un soggetto positivo al test sia effettivamente malato è pari al 92,6%, che equivale a dire che il soggetto ha una probabilità del 7,4% di essere sano nonostante il test dica il contrario. In questo caso la predittività è alta non solo perché il test presenta una buona specificità, ma anche perché la prevalenza della malattia nel campione di popolazione esaminata è relativamente alta (33,7%).
Vediamo ora il caso in cui la prevalenza (frequenza) della malattia è decisamente minore, aumentando ad esempio di un fattore 100 le persone sane e lasciando inalterato il numero dei malati:
|          | Malati | Sani |
| -------- | ------ | ---- |
| Positivi | 25     | 200  |
| Negativi | 4      | 5500 |

Calcoliamo il Valore Predittivo Positivo del test di screening:
{\displaystyle VPP={\frac {25}{25+200}}={\frac {25}{225}}=0,111=11,1\%}
Ossia la probabilità che un soggetto positivo al test sia effettivamente malato è pari all'11,1%, che equivale a dire che il soggetto ha una probabilità dell'88,9% di essere sano nonostante il test dica il contrario. In questo caso a causa della scarsa prevalenza della malattia (0,5%), la predittività è decisamente bassa nonostante il test presenti una buona specificità. Per questo motivo anche test apparentemente di alta specificità non vengono impiegati nelle procedure di screening generalizzato, ma solo su campioni di popolazione tali da avere una maggior prevalenza (ad es. presenza di altri sintomi, familiarità, follow up di patologie passate).